# Championnats d'Europe de gymnastique rythmique 1998
Navigation
Édition précédente Édition suivante
Les championnats d'Europe de gymnastique rythmique 1998, quatorzième édition des championnats d'Europe de gymnastique rythmique, ont eu lieu en 1998 à Porto, au Portugal.